# 周俊卿 (華潤集團)
周俊卿（1953年—），現任華潤水泥控股有限公司、華潤電力控股有限公司董事長、華潤集團有限公司副總經理。
她在1986年加入華潤集團管理層前，在任職国家对外经济贸易部公職，包括华润机械五矿集团有限公司等若干職位，在2003年，正式委任华润水泥控股有限公司、華潤電力控股有限公司董事局管理層至今。她畢業於清华大学电子工程系无线电专业。

## 外部連結
- 三八节专访 周俊卿：解不开的水泥“情” 中国水泥网信息中心（页面存档备份，存于）